# Jean-Pierre Lemaire
Pour les articles homonymes, voir Lemaire.
Jean-Pierre Lemaire, né le 18 août 1948 à Sallanches, en Haute-Savoie, est un poète français.

## Biographie

### Enfance
Fils d'un ingénieur de la SNCF, il a passé son enfance dans le Nord de la France, près de la frontière belge, dont il garde un vif souvenir, alors même qu'il n'y est presque jamais retourné. Mais le Nord, pour lui, constitue la pierre de touche de ce qu'était une certaine vie authentique qu'il n'aurait, en réalité, « pas su vivre ». C'était un faubourg ouvrier, où il se souvient du grouillement des hommes et des femmes dans les rues pavées, des locomotives qu'on réparait dans les ateliers que dirigeait son père. La grande maison avec pelouse, qu'ils habitaient alors, était séparée des ateliers par un mur que son père, chaque soir et chaque matin, franchissait.
« Il m'arrive aujourd'hui de me dire que là était, d'une certaine manière, la vraie vie, que je n'ai pas su reconnaître au moment où elle m'était donnée, mais où je reviens périodiquement par la mémoire... un peu comme un diapason. [...] Au fond, c'est comme si le vrai monde, le monde ordinaire, avait été de l'autre côté du mur. »

### Premières lectures
Jean-Pierre Lemaire n'a pas souvenir d'avoir été, enfant, un très grand lecteur. La lecture, et toute forme de littérature, sont d'abord pour lui relativement secondaires. Il vénère alors Beethoven, apprend le piano, et veut devenir musicien. S'il lit, c'est sans l'idée de se faire une culture littéraire, de façon disparate, aussi bien des récits dans Sélection du Reader's Digest, des histoires de sous-marins allemands, que certains textes plus classiques. Corneille l'a beaucoup marqué quand il était en troisième et en seconde. À peu près à la même époque, sa mère lui fait découvrir le théâtre de Claudel ; il est ébloui par la version pour la scène du Soulier de satin. Le verset claudélien, libéré de la rime et fondé sur la respiration, paradoxalement, le réconcilie avec l'idée du vers, en ce qu'il lui offre des possibilités, non pas analogues, mais voisines à celles qu'offre la musique.
« On aurait bien déçu l'enfant, l'adolescent que j'étais et qui rêvait d'être musicien, en lui prédisant qu'il écrirait des poèmes. Quand il fallut choisir, ou plutôt s'apercevoir que le choix était déjà fait, la poésie me semblait un pis-aller. [...] J'ai pris la poésie comme une façon de faire de la musique avec ces notes pesantes, volumineuses, avec les choses, presque, avec cette vie que le chant des mots soulève si difficilement. »

### Débuts en littérature
Après son bac, il décide de suivre une hypokhâgne et une khâgne au lycée Louis-le-Grand à Paris, entre à l'École normale supérieure (Lettres 1969), et obtient l'agrégation de lettres classiques. Il fait ensuite son service militaire dans la Marine. À vingt-quatre ans, à la suite d'une crise spirituelle, il prend définitivement conscience de sa foi catholique et commence à écrire ses premiers vrais poèmes, qu'il publie chez Gallimard en 1980 sous le parrainage de Jean Grosjean, dans le troisième Cahier de poésie. Cependant, le manuscrit de son premier recueil, Les Marges du jour, refusé par Gallimard et par le Seuil, est transmis par Pierre Oster au jeune directeur genevois de la revue Belles-Lettres, Florian Rodari, qui cherche alors à fonder une maison d'édition, La Dogana, dont Les Marges du jour est ainsi le premier titre.
L'écriture de Jean-Pierre Lemaire, d'inspiration chrétienne, mais toujours soucieuse de refaire le pas baudelairien de l'amour des choses mortelles, a été aussitôt saluée dans la NRF par Philippe Jaccottet comme un événement : « J'entends là une voix totalement dépourvue de vibrato, miraculeusement accordée au monde simple, proche et difficile dont elle parle et qu'elle essaie calmement, patiemment de rendre encore une fois un peu plus poreux à la lumière. Avec une modestie de ton, une justesse, mais aussi une tendresse (sans ombre de sentimentalisme ni de mièvrerie) que je n'avais plus entendues dans la poésie française depuis Supervielle, qui eût aimé infiniment ce livre. »

### Poète reconnu
Dès lors, la plupart de ses recueils ont paru chez Gallimard.
Jean-Michel Maulpoix le considère comme « un de ces poètes-promontoires en qui vient sonner l'écho d'une double appartenance au profane et au sacré » !
Marié à Fanchon, une Bordelaise, il a trois filles. Il a été jusqu'en 2014 professeur de lettres en khâgne au lycée Henri-IV à Paris et à Sainte-Marie de Neuilly. Il est membre du jury du Prix Étiophile ainsi que du Prix Mallarmé.

## Publications

### Poésie
- Les Marges du jour, La Dogana, 1981, rééd. 2011 augmentée d'une postface de Philippe Jaccottet)
- L'Exode et la Nuée suivi de Pierres à voix, Gallimard, 1982, épuisé
- Visitation, Gallimard, 1985, épuisé. (prix Max-Jacob)
- Le Cœur circoncis, Gallimard, 1989
- Le Chemin du cap, Gallimard, 1993
- L'Annonciade, Gallimard, 1997, épuisé
- L'Intérieur du monde, Cheyne éditeur, 2002
- Figure humaine, Gallimard, 2008
- Faire place, Gallimard, 2013
- Le pays derrière les larmes (Poèmes choisis), Gallimard, collection « Poésie », 2016
- Bernadette Soubirous, la plus secrète des saintes, Paris, Salvator, 2024  (ISBN 978-2-7067-2593-7)

### Essai sur l'expérience poétique
- Marcher dans la neige, Bayard, 2008

### Préfaces ou postfaces
- Jessica Powers, Lieu de splendeur (poèmes choisis et traduits de l'anglais par Gérard Pfister), bilingue, Cahiers d'Arfuyen, n°52, 1989
- Bruno Berchoud, L'Ombre portée du marcheur, Le Dé bleu, 1998
- Matyas Varga, Gravure rupestre, traduction par Lorand Gaspar et Sarah Clair, collection bilingue, Le Passeur, 1998
- Jean Racine, Cantiques spirituels et autres poèmes, Poésie/Gallimard, 1999
- Philippe Mac Leod, La Liturgie des saisons, Le Castor Astral, 2001
- Judith Chavanne, La Douce Aumône, éditions Empreintes, 2001
- Anne-Lise Blanchard, Traverser le jour blanc, Sac à mots édition, 2004
- Paul Guillon, La Vie cachée, Ad Solem, 2007
- Marie-Ange Sebasti et Monique Pietri, photographe, Villes éphémères, Jacques André Éditeur, 2007
- Gérard Bocholier, Psaumes du bel amour, Ad Solem, 2010
- Bernard Perroy, Une joie tremblante, Ad Solem, 2012
- Alena Meas, Piliers, À verse / Literární salon, 2012
- Emmanuel Godo, Un prince, Desclée de Brouwer, 2012
- Pascal Boulanger, Mourir ne me suffit pas, éd. de Corlevour, revue NUNC, juin 2016.

## Prix et distinctions
- 1986 : Prix Max-Jacob pour son recueil Visitation[4]
- 1986 : Grand prix de poésie de l'Académie française pour son recueil Visitation
- 1994 : Grand prix du mont Saint-Michel
- 1999 : Grand prix de poésie de l'Académie française pour l’ensemble de son œuvre poétique[5]